# Dasychira polysphena
Dasychira polysphena är en fjärilsart som beskrevs av Collenette 1935. Dasychira polysphena ingår i släktet Dasychira och familjen tofsspinnare. Inga underarter finns listade i Catalogue of Life.